# Mia Fishel
Mia Renee Fishel, född den 30 april 2001 i San Diego, Kalifornien, är en amerikansk fotbollsspelare.

## Biografi
Mia Fishel spelade collegefotboll för UCLA Bruins och inledde sin seniorkarriär i Tigres UANL år 2022. Hon värvades 2023 av Chelsea FC. Hon har även representerat det amerikanska damlandslaget där hon debuterade 2023.